# Джон Ліллі
Джон Ліллі (англ. John Cunningham Lilly, нар. 6 січня 1915 — пом. 30 вересня 2001) — американський лікар-психоаналітик, вчений-нейробіолог. Відомий своїми дослідженнями природи свідомості в камері сенсорної депривації, психоделіків та комунікативної здатності дельфінів. Також вніс внесок у розвиток біофізики, нейрофізіології, електроніки, інформатики і нейроанатомії.
Джон Ліллі був видатним представником каліфорнійської контркультури вчених, містиків і мислителів кінця 1960-х і початку 1970-х. Альберт Гофманн, Грегорі Бейтсон, Річард Алперт, Тімоті Лірі, Вернер Ерхард і Річард Фейнман були частими гостями в його будинку.